# Hippocephala lineolata
Hippocephala lineolata là một loài bọ cánh cứng trong họ Cerambycidae.